# Luca Sbisa
Luca Sbisa (* 30. Januar 1990 in Ozieri) ist ein ehemaliger Schweizer Eishockeyspieler italienischer Abstammung, der im Verlauf seiner aktiven Karriere zwischen 2007 und 2021 unter anderem 581 Spiele für die Philadelphia Flyers, Anaheim Ducks, Vancouver Canucks, Vegas Golden Knights, New York Islanders, Winnipeg Jets und Nashville Predators in der National Hockey League (NHL) auf der Position des Verteidigers bestritten hat. Mit der Schweizer Nationalmannschaft nahm Sbisa an den Olympischen Winterspielen 2010 und mehreren Weltmeisterschaften teil.

## Leben
Der im italienischen Ozieri geborene Sbisa wuchs im schweizerischen Oberägeri auf.

## Karriere

### Vereine
Sbisa begann seine Karriere im Nachwuchsbereich des EV Zug. Ab 2006 spielte er für die Elite-A-Junioren des Klubs und gab in der Spielzeit 2006/07 sein Debüt in der Nationalliga A (NLA) für die erste Mannschaft des EV Zug. Insgesamt absolvierte er acht NLA-Partien für den Verein, kam aber auch beim Erstligisten EHC Seewen Herti in der 1. Liga zum Einsatz. Um seine Chancen auf eine gute Draft-Platzierung zu erhöhen, wechselte er im Sommer 2007 nach Nordamerika zu den Lethbridge Hurricanes aus der Western Hockey League (WHL), wo er zu den Leistungsträgern im Team gehörte. Diese hatten ihn beim CHL Import Draft 2007 in der zweiten Runde an Gesamtposition 69 gezogen. Nach einer für ihn persönlich erfolgreich verlaufenen U20-Weltmeisterschaft 2008 wurde er beim NHL Entry Draft 2008 in der ersten Runde an insgesamt 19. Stelle von den Philadelphia Flyers aus der National Hockey League (NHL) ausgewählt.

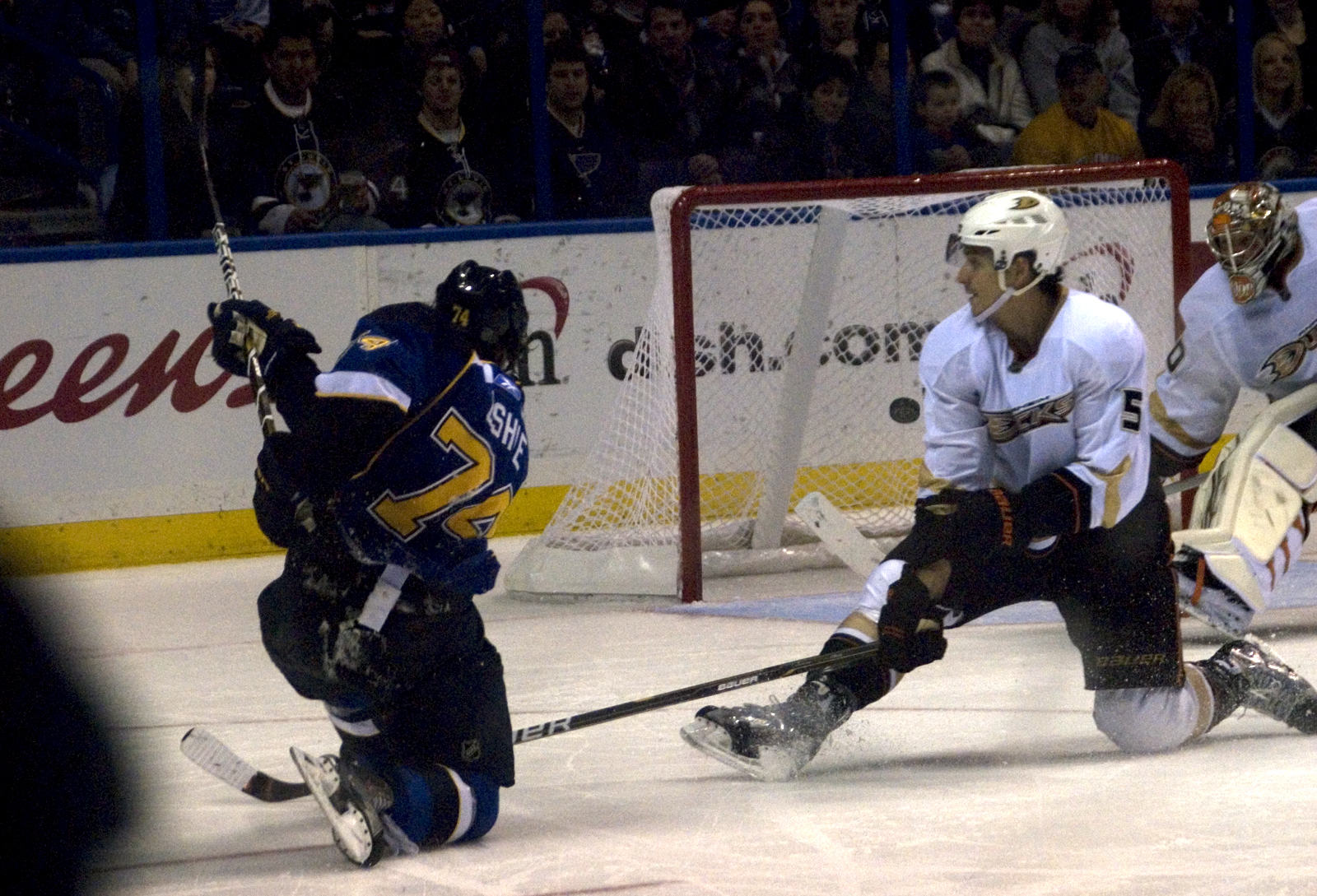
Sbisa (weisses Trikot) bei einem Abwehrversuch

Im Rahmen des Trainingscamps der Flyers im Herbst 2008 konnte sich Sbisa durch ein gutes Defensivverhalten und für sein Alter hervorragende Spielübersicht auszeichnen, so dass er zu Beginn der Spielzeit 2008/09 im NHL-Kader der Flyers stand. Zudem unterzeichnete er am 1. Oktober 2008 einen Dreijahresvertrag bei den Flyers. Nach einigen Spielen in der ersten Saisonhälfte für die Flyers schickten ihn diese während der Spielzeit zurück in die WHL. Im Rahmen des NHL Entry Draft 2009 wurde Sbisa am 26. Juli 2009 zusammen mit Joffrey Lupul und einigen Draftpicks zu den Anaheim Ducks transferiert. Im Gegenzug wechselten Chris Pronger und Ryan Dingle nach Philadelphia.
Zu Saisonbeginn 2009/10 gehörte er zunächst dem NHL-Kader der Ducks an, wurde aber im Oktober 2009 zurück zu seinem Juniorenteam geschickt. Im Januar wurde er im Tausch gegen Jacob Berglund und Daniel Johnston zu den Portland Winterhawks transferiert. Ab der Saison 2010/11 gehörte Sbisa zum Stammpersonal in der Ducks-Verteidigung und zeichnete sich insbesondere durch sein physisches Spiel aus. Am 28. Dezember 2010 gelang ihm im Spiel gegen die Phoenix Coyotes sein erstes Tor in der NHL. Im März 2011 verlängerte er seinen Kontrakt mit den Anaheim Ducks bis zum Ende der Spielzeit 2014/15 und erhielt dafür insgesamt 8,7 Mio. Dollar. In seiner zweiten Saison als Stammspieler bei den Anaheim Ducks gelangen ihm fünf Tore und 19 Assists, trotzdem verpassten die Ducks vor allem aufgrund einer sehr schlechten ersten Saisonhälfte die Playoffs.
Aufgrund des Lockouts in der NHL kehrte er im September 2012 in die Schweiz zurück und spielte bis Ende Dezember für den HC Lugano. Während des Spengler Cup 2012 spielte er als Gastspieler für die Adler Mannheim. Im Juni 2014 wurde Sbisa mitsamt Nick Bonino und dem Erst- und Drittrundenwahlrecht für den NHL Entry Draft 2014 von den Ducks an die Vancouver Canucks abgegeben, die dafür im Gegenzug Ryan Kesler sowie ein Drittrundenwahlrecht für den Draft 2015 erhielten.
Im Juni 2017 wurde er im NHL Expansion Draft 2017 von den Vegas Golden Knights ausgewählt. Mit dem Team erreichte er in den Playoffs 2018 überraschend den Final um den Stanley Cup, unterlag dort allerdings den Washington Capitals. Anschliessend wurde sein auslaufender Vertrag bei den Golden Knights nicht verlängert, sodass er als Free Agent am Trainingslager der New York Islanders teilnahm, die ihn schliesslich im September 2018 mit einem neuen Einjahresvertrag ausstatteten. Dieser wurde im Sommer 2019 nicht verlängert, sodass er im Oktober gleichen Jahres zu den Anaheim Ducks zurückkehrte und dort ebenfalls einen Einjahresvertrag unterzeichnete. Als diese ihn jedoch im Zuge dessen über den Waiver in die AHL schicken wollten, übernahmen die Winnipeg Jets den Vertrag des Schweizers. In gleicher Art und Weise gelangte er im Januar 2021 zu den Nashville Predators, nachdem er 44 NHL-Partien für Winnipeg bestritten hatte. Die Predators verlängerten seinen auslaufenden Vertrag im Juli 2021 nicht, woraufhin er seine aktive Laufbahn beendete und als Trainer in die Organisation der Anaheim Ducks wechselte. Bereits nach einem Jahr wechselte er im Sommer 2022 in gleicher Funktion zum Ligakonkurrenten San Jose Sharks.

### Nationalmannschaft und Team Europa
Sbisa nahm mit der Schweizer Nationalmannschaft an den Olympischen Winterspielen 2010 in Vancouver teil. Er erreichte mit der Mannschaft den achten Turnierrang. Ausserdem spielte der Verteidiger bei den Weltmeisterschaften 2011 und 2012 für die Eidgenossen. Zudem vertrat er das Team Europa beim World Cup of Hockey 2016 und belegte dort mit der Mannschaft den zweiten Platz.

## Erfolge und Auszeichnungen
- 2008 Teilnahme am CHL Top Prospects Game
- 2016 Zweiter Platz beim World Cup of Hockey

## Karrierestatistik

### Nationalmannschaft und Team Europa

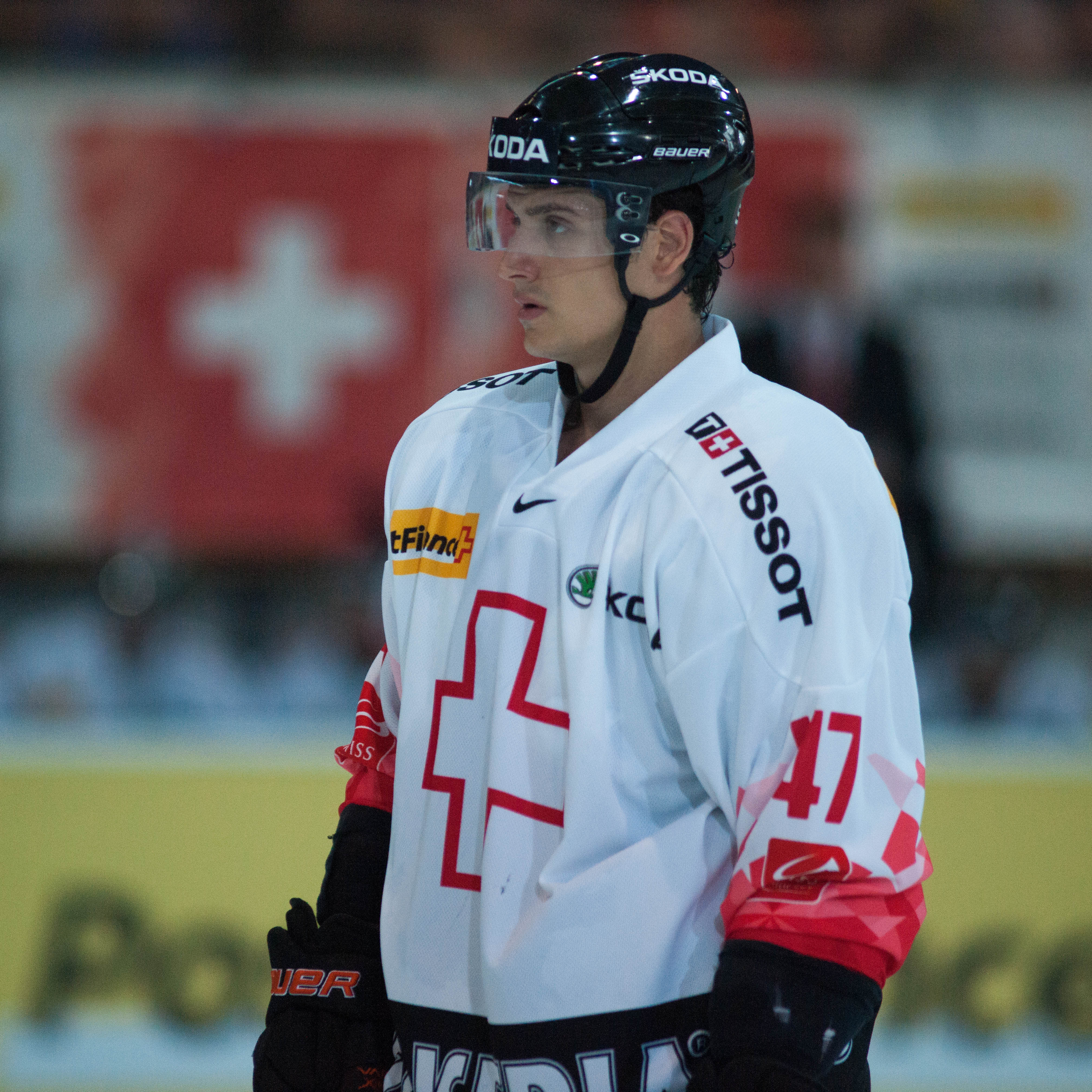
Sbisa im Trikot der Schweizer Nationalmannschaft (2012)

| Vertrat die Schweiz bei: - U20-Junioren-Weltmeisterschaft 2008 - U20-Junioren-Weltmeisterschaft 2010 - Olympischen Winterspielen 2010 | - Weltmeisterschaft 2011 - Weltmeisterschaft 2012 | Vertrat Team Europa bei: - World Cup of Hockey 2016 |

(Legende zur Spielerstatistik: Sp oder GP = absolvierte Spiele; T oder G = erzielte Tore; V oder A = erzielte Assists; Pkt oder Pts = erzielte Scorerpunkte; SM oder PIM = erhaltene Strafminuten; +/− = Plus/Minus-Bilanz; PP = erzielte Überzahltore; SH = erzielte Unterzahltore; GW = erzielte Siegtore; 1 Play-downs/Relegation; Kursiv: Statistik nicht vollständig)